# اندرو پیدینگتون
اندرو پیدینگتون (انگلیسی: Andrew Piddington زاده ۱۸ اکتبر ۱۹۴۹ در رامفورد) کارگردان اهل انگلستان است.
وی کارگردان فیلم‌هایی همچون شاتل کاک بوده است.